# کیلیانسرودا
کیلیانسرودا (به آلمانی: Kiliansroda) یک شهر در آلمان است که در وایمارر لاند واقع شده‌است. کیلیانسرودا ۲۳۲ نفر جمعیت دارد.